# Белмонт (Висконсин)
Белмонт (енгл. Belmont) град је у америчкој савезној држави Висконсин.

## Демографија
По попису из 2010. године број становника је 986, што је 115 (13,2%) становника више него 2000. године.
| Група             | 2000.       | 2010.       |
| Белци             | 867 (99,5%) | 969 (98,3%) |
| Афроамериканци    | 1 (0,1%)    | 2 (0,2%)    |
| Азијати           | 0 (0,0%)    | 2 (0,2%)    |
| Хиспаноамериканци | 1 (0,1%)    | 7 (0,7%)    |
| Укупно            | 871         | 986         |